# Dolní všedobrovický rybník
Dolní všedobrovický rybník je vodní polocha typu rybník nacházející se ve vsi Všedobrovice v okrese Praha-východ. Má obkrouhlý charakter. Je napájen potokem ze severu a hráz se nachází na jihozápadě. Zde je i stavidlo a přepad. Rybník vznikl před rokem 1852.

## Galerie

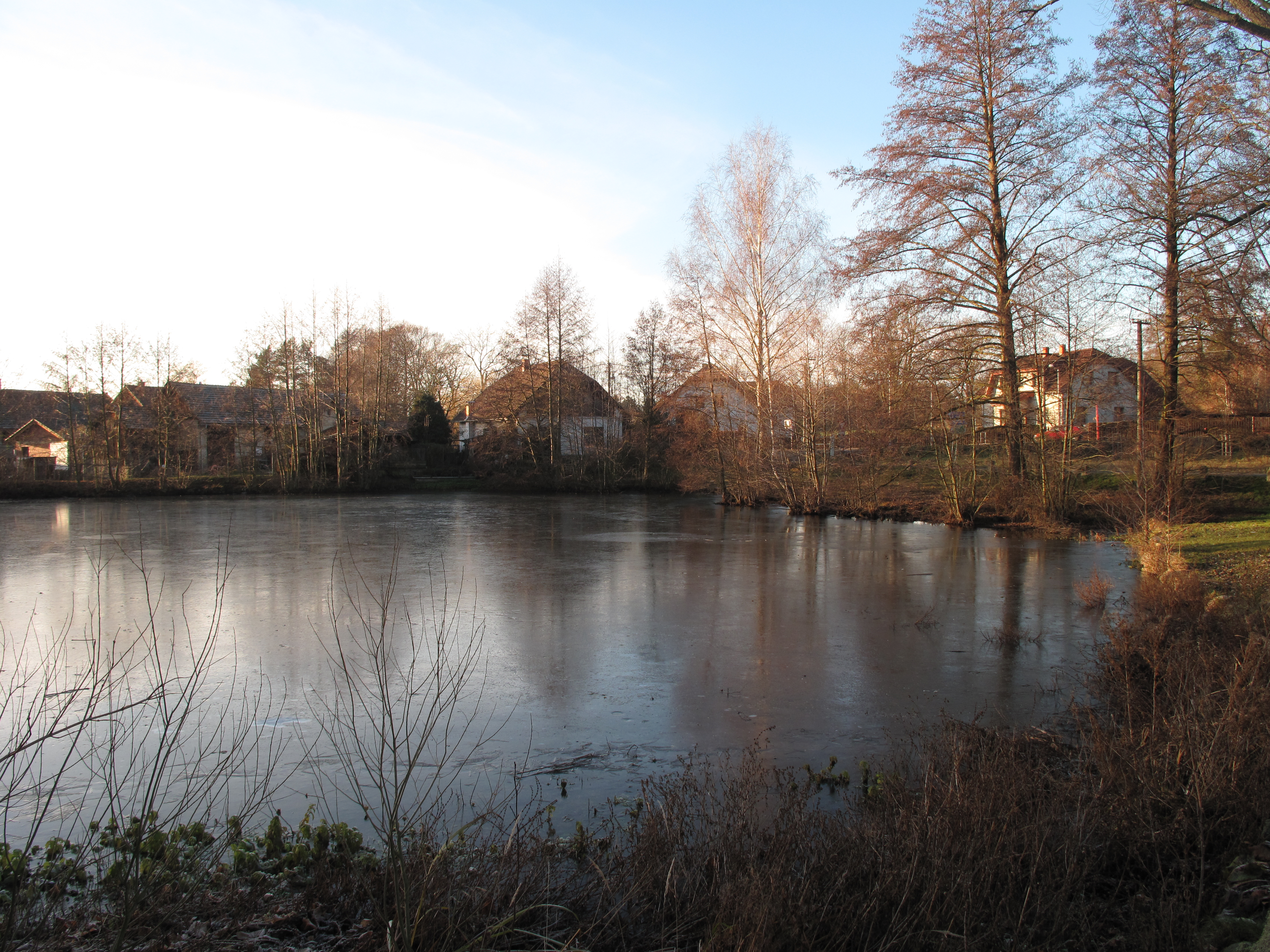
Pohled od přítoku
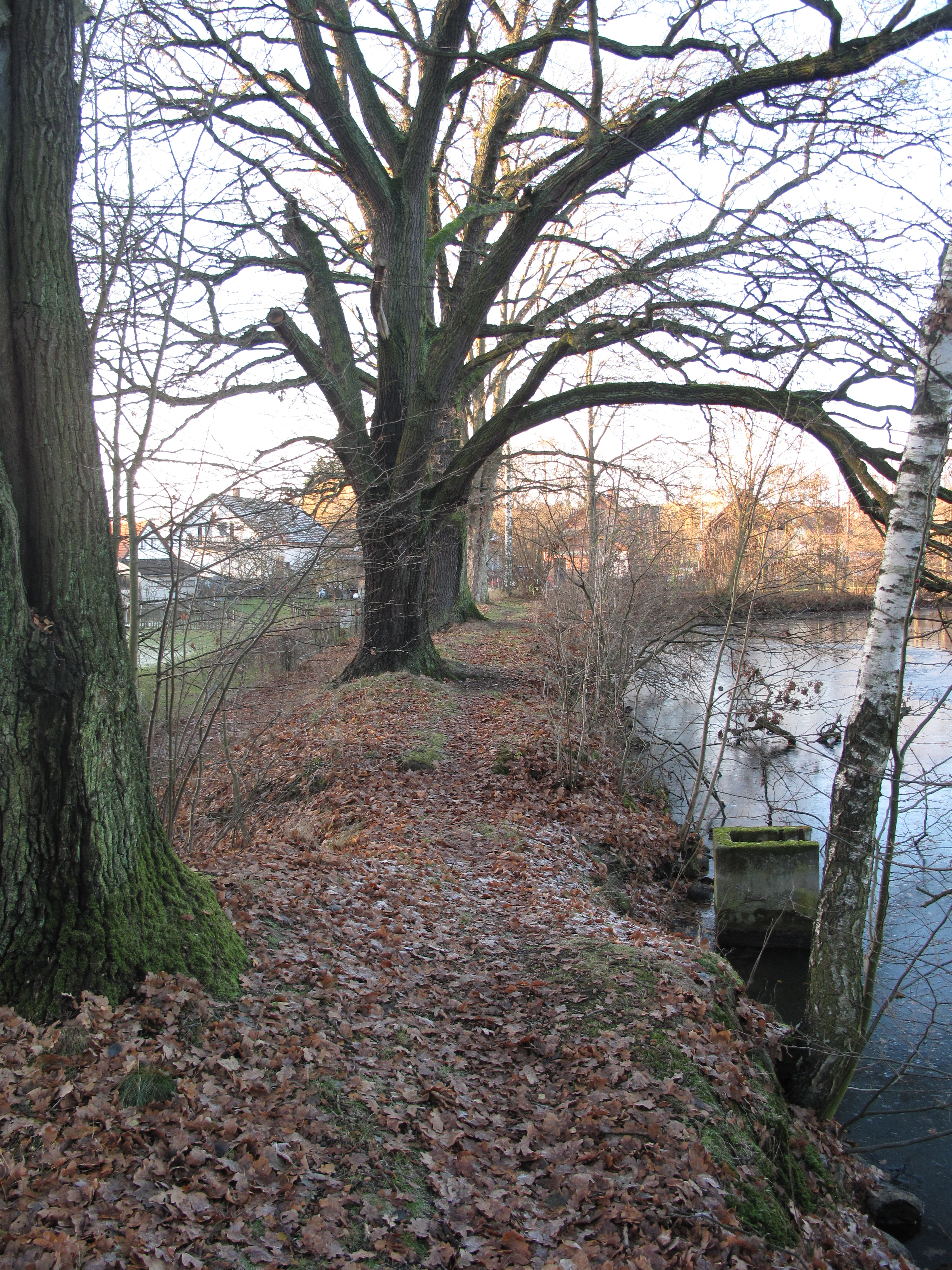
Hráz se stavidlem
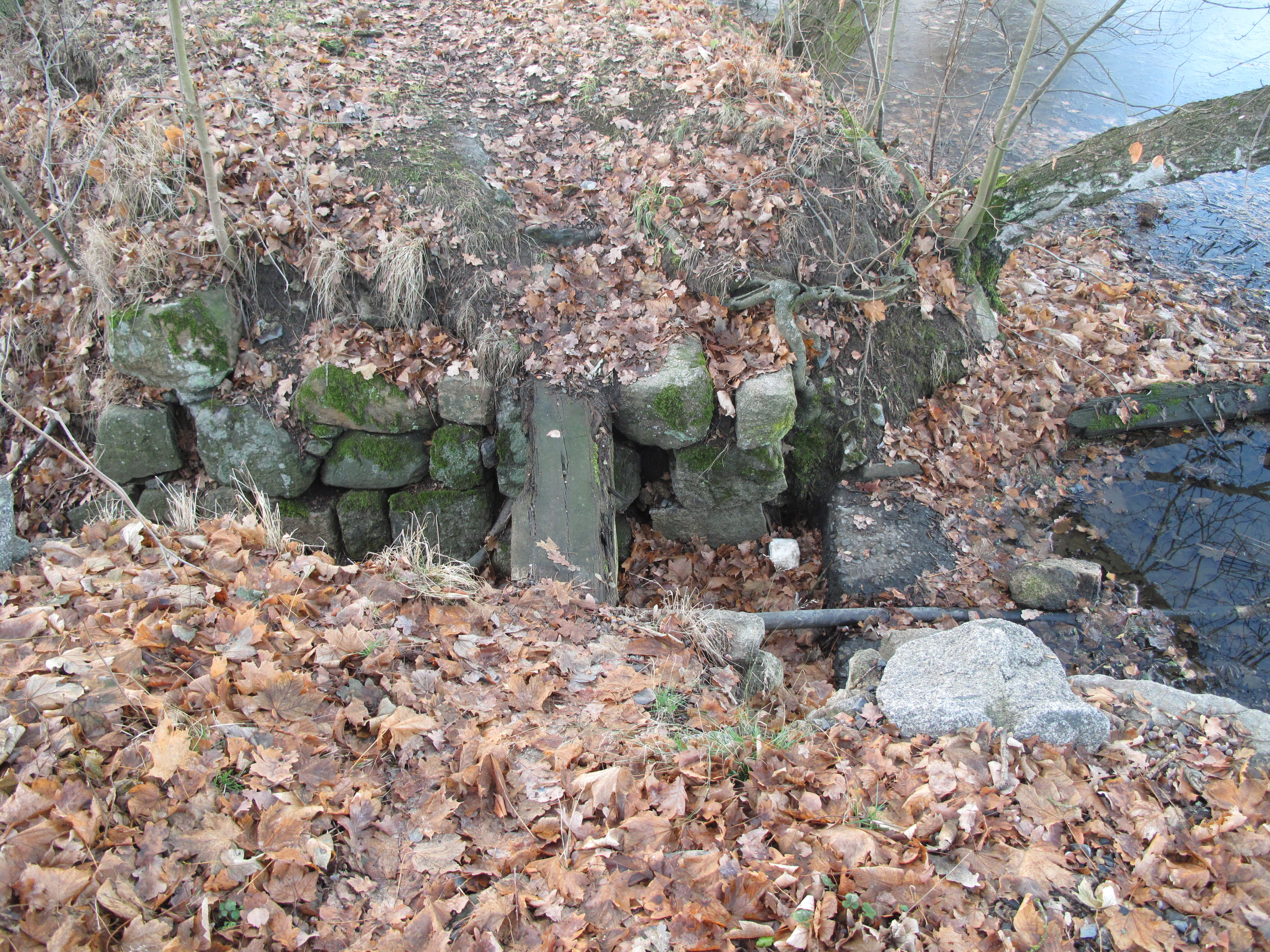
Přepad